# Zoea (biologia)

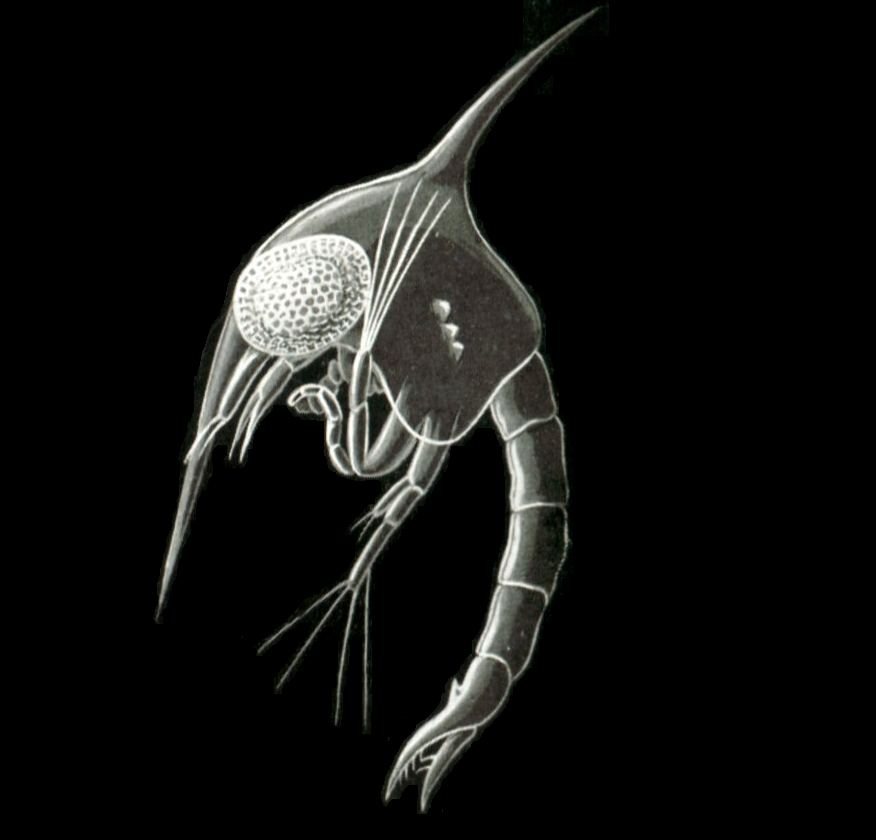
Zoea di Carcinus maenas (Haeckel, 1904)

La zoea è il secondo stadio larvale dei crostacei, successivo a quello di nauplio (o protozoea per alcune famiglie). Lo stadio di zoea è riferito propriamente unicamente alle larve di Brachyura e per estensione ai Palemonidae, ma viene usato largamente per l'ultimo stadio di protozoea dei Penaeidae e, negli altri Decapoda, per gli stadi che precedono la mysis (Macruri) o la metazoea (Brachiuri e Anomuri). La zoea è in pratica equivalente allo stadio di mysis dei Penaeidae o al fillosoma di Palinuridae e Scyllaridae (infraordine Achelata). In molti casi di specie di profondità, gli stadi protozoea, zoea e mysis sono confusi e la suddivisione non è chiara.

## Anatomia
Nella zoea, il torace e l'addome sono presenti, sebbene il torace non sia ancora completamente segmentato, mentre l'addome sì, per cui il sistema muscolare della zoea è molto simile a quello dell'adulto. I pleopodi non sono ancora ben sviluppati.
Il corpo della zoea è suddiviso in due segmenti:
- il cefalotorace;
- il pleon, l'addome.

Il corpo della zoea è suddivisa in somiti, che sono fusi assieme nel carapace cefalotoracico. Il cefalotorace è rivestito quindi da un carapace ed è inoltre provvisto di numerose spine, di due grandi occhi peduncolati, di antenne, antennule e appendici boccali che si sono sviluppate dalle appendici dello stadio nauplio. Il cephalon è suddiviso in cinque somiti, una caratteristica in comune dei crostacei, ed ognuno di questi porta un paio di appendici tipicamente biramose (antennule, antenne, mandibole, maxillule e maxille) che si trasformeranno in apparato boccale nell'individuo adulto.
La regione toracica invece è composta da otto somiti; anche qui, da ogni sezione nascono due appendici. Le tre paia anteriori, i massillipedi, saranno dedicate a funzioni nutritive nell'individuo adulto, mentre le cinque paia posteriori, i pereipodi, diventeranno zampe locomotorie nei decapodi. Nella zoea, queste appendici sono molto ridotte e poco differenziate.
Il pleon invece, è suddiviso in sei somiti al massimo, dai quali nascono appendici rudimentali, i pleopodi, durante lo sviluppo. Il pleon termina con il telson e i suoi due pleopodi, detti uropodi, i quali sono assenti nei primi stadi di zoea e che i granchi non possiedono.
A differenza del nauplio e della protozoea, la zoea nuota grazie alle appendici sul torace, sviluppate durante questo stadio di crescita. La propulsione addominale sarà presente solo nella fase adulta, a sviluppo terminato. Nei Copepoda invece, il sistema locomotore è delegato durante tutto l'arco vitale alle antenne.
Il corpo della zoea può misurare da 0,15 a 15 mm.

## Sviluppo

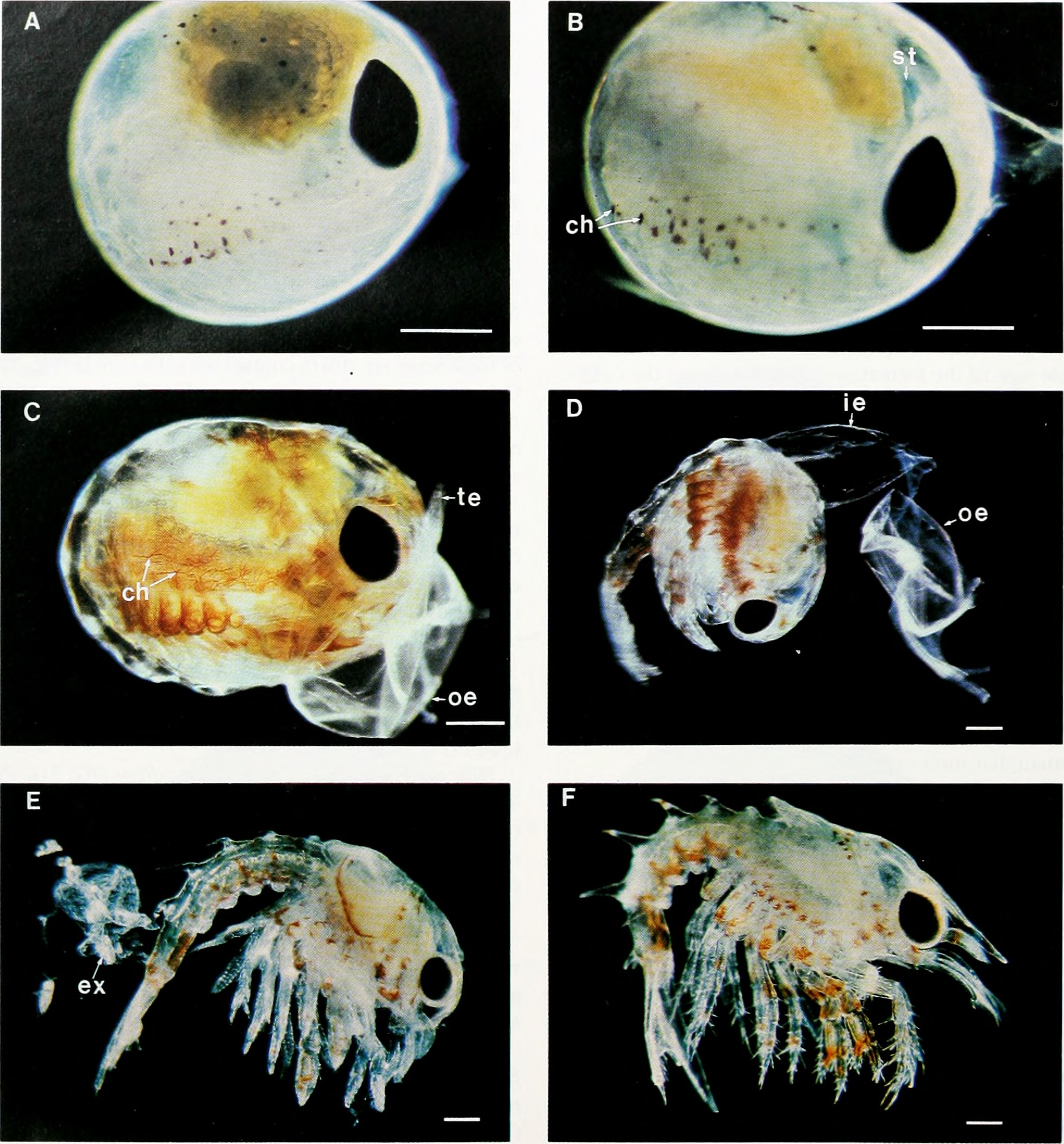
Sviluppo del Homarus americanus. (A) embrione sviluppato al 90%. (B) embrione prima della schiusa: stomaco tinto di blu (st) e i cromatofori in rosso (ch). (C) Schiusa: parte esterna dell'uovo (oe) perforata dal telson (te). (D) metanauplio (prelarva, prezoea) libero dall'esterno (oe) e interno (ie) dell'uovo. (E) primo stadio larvale (zoea I): exuvia (ex) del metanauplio già scartata. (F) Zoea formata: il rostro, le spine addominali e le altre strutture acuminate sono erette. Scala: 500 nm.

Lo stadio di zoea è presente nella maggior parte dei Decapoda, dove nasce direttamente dall'uovo, dopo essere passata per lo stadio di nauplio all'interno dell'uovo.
La larva passa attraverso vari stadi di crescita. Questi stadi vengono denominati usando un numero romano per indicare ogni fase a partire dalla più giovane: zoea I, zoea II, zoea III, zoea IV, ecc... Alcuni autori hanno proposto delle suddivisioni delle fasi di zoea: Euzoea, Mesozoea, Metazoea oppure Epizoea, Zoea, Promysis. Quando la zoea supera l'ultimo stadio, è simile all'individuo adulto, anche se di dimensioni ridotte. Questo stadio, successivo alla zoea è detto megalopa o post-larva.
La rapidità dello sviluppo della larva e le caratteristiche acquisite possono variare molto da famiglia a famiglia.
Generalmente le zoee sono inizialmente composte da cinque somiti, con il telson che si suddivide durante lo stadio II, mentre gli uropodi si sviluppano allo stadio III, quando presenti. Man mano che si sviluppa, l'addome cresce (tipicamente negli stadi da zoea I a IV) e la larva aumenta di lunghezza fino a raggiungere nell'ultimo stadio dal 56% al 116% in più della taglia del primo. Le antennule sono generalmente uniramose nei primi stadi, per diventare biramose più avanti, così come crescono le appendici del torace per diventare delle zampe, nel caso delle ultime cinque paia di pereiopodi, o delle appendici usate per alimentarsi nel casi dei massillipedi. Aumentano anche le escrescenze spinose del carapace, le quali caratterizzano bene ogni genere. Il rostro (o rostrum) della zoea è una spina che può essere allungata in avanti (come il rostro di una nave, per l'appunto) o appiattita e marginale, la cui forma può variare durante la metamorfosi, anche se generalmente presente sin dallo stadio di zoea I. Gli occhi non sono peduncolati sin dalla schiusa: quando nascono le zoee non lo possono muovere, bensì lo diventano durante lo stadio di zoea II.
Anche il numero di stadi di zoea è molto variabile. I granchi hanno un minimo di uno ed un massimo di dieci stadi, anche se per la maggioranza delle specie gli stadi sono cinque e nella famiglia Inachidae sono due. Unico esponente degli Astacidea europei, la famiglia Nephropidae ha tre stadi di zoea. I gamberetti dell'infraordine Caridea passano attraverso un massimo di nove stadi, mentre nell'infraordine Anomura gli stadi sono quattro per la superfamiglia Paguroidea e cinque nella Galathoidea, invece per la superfamiglia Lithodoidea e la famiglia Porcellanidae, gli stadi sono due.

## Biologia
La zoea può avere alimentazione autonoma, di solito basata su plancton di taglia molto piccola o su detriti, oppure può inizialmente riassorbire le sostanze di riserva contenute nell'uovo prima di passare alla consumazione di fitoplancton. Di fatto, la quantità di tuorlo nell'uovo influenza fortemente lo stadio larvale successivo alla schiusa: maggiore è la quantità di tuorlo presente, più è accorciata la durata degli stadi larvali prima dello stadio adulto.

## Importanza economica ed ecologica
Le larve zoea sono un elemento importante della catena alimentare marina, dato che rappresentano le larve più diffuse nel plancton marino. Contribuiscono significativamente al consumo del fitoplancton e sono a loro volta fonte di nutrimento per gli organismi microfagi.

## Origine del nome
Nel 1775, Martinus Slabber descrisse per primo alla scienza una zoea con il nome di Monoculus taurus, anche se probabilmente si trattava di quella di un Carcinus maenas. Il nome Zoea fu poi dato al genere omonimo da Louis Augustin Guillaume Bosc nel 1802, credendolo un animale e non la larva di un granchio.